# Toxodontins
Els toxodontins (Toxodontinae) són una subfamília de la família dels toxodòntids que inclou mamífers extints, com ara Toxodon i gèneres similars. Visqueren a Sud-amèrica entre el Miocè i el Plistocè.